# Comité pour le contrôle de la qualité de la réception des signaux audiovisuels
Le Comité pour le contrôle de la qualité de la réception des signaux audiovisuels, dit Cosael, est une association reconnue d'utilité publique chargée, en France, du visa d'attestations de conformité des installations audiovisuelles des habitations neuves ou entièrement rénovées après leur éventuel contrôle. Il s'agit d'une émanation du Comité national pour la sécurité des usagers de l'électricité.